# Andrij Oparin
Andrij Stanisławowycz Oparin (ukr. Андрій Станіславович Опарін, ros. Андрей Станиславович Опарин, Andriej Stanisławowicz Oparin; ur. 27 maja 1968 w Sakach, na Krymie) – ukraiński piłkarz, grający na pozycji pomocnika, trener piłkarski.

## Kariera piłkarska

### Kariera klubowa
Wychowanek klubu Dynamo Saki, w którym rozpoczął karierę piłkarską. W 1991 przeszedł do Tawrii Symferopol. Karierę piłkarską kończył w PFK Sewastopol.

## Kariera trenerska
Po zakończeniu kariery zawodniczej rozpoczął karierę trenerską. W 2005 pomagał trenować Jałos Jałta. W latach 2005–2006 pracował ponownie z Ołeksandrem Hajdaszem w sztabie szkoleniowym Krymtepłyci Mołodiżne.

## Sukcesy i odznaczenia

### Sukcesy klubowe
- mistrz Ukrainy: 1992
- finalista Pucharu Ukrainy: 1994

### Sukcesy indywidualne
- rekordzista w ilości występów w Tawrii Symferopol – 253 meczów

### Odznaczenia
- nagrodzony tytułem Mistrza Sportu Ukrainy: 1992